# Strelitzia caudata
Strelitzia caudata, detta strelitzia di montagna, è una pianta endemica delle montagne dell'Africa meridionale (Monti Chimanimani, Zimbabwe meridionale, Sudafrica settentrionale ed ESwatini). Cresce nelle foreste montane e lungo pendii erbosi frammisti a rocce affioranti, creando dense colonie.

## Descrizione
Strelitzia caudata può crescere fino a 6 metri di altezza, con foglie che misurano 2 metri di lunghezza e 60 centimetri di larghezza. Come suggerisce il nome scientifico, le infiorescenze presentano una cauda, ossia con il sepalo inferiore particolarmente prominente, mentre i petali vanno dal color malva al blu. I petali di Strelitzia caudata sono più arrotondati di quelli di Strelitzia alba e ogni infiorescenza ha una sola brattea.